# Trader Mickey
Trader Mickey è un cortometraggio di Topolino del 1932.
È uscito il 20 agosto 1932.